# Panthera gombaszoegensis
El jaguar europeo (Panthera (onca) gombaszoegensis) es una especie extinta de mamífero carnívoro de la familia de los félidos que vivió hace 1,5 millones de años durante el Plioceno superior y el Pleistoceno inferior y es la especie más antigua conocida del género Panthera en Europa.

## Fósiles

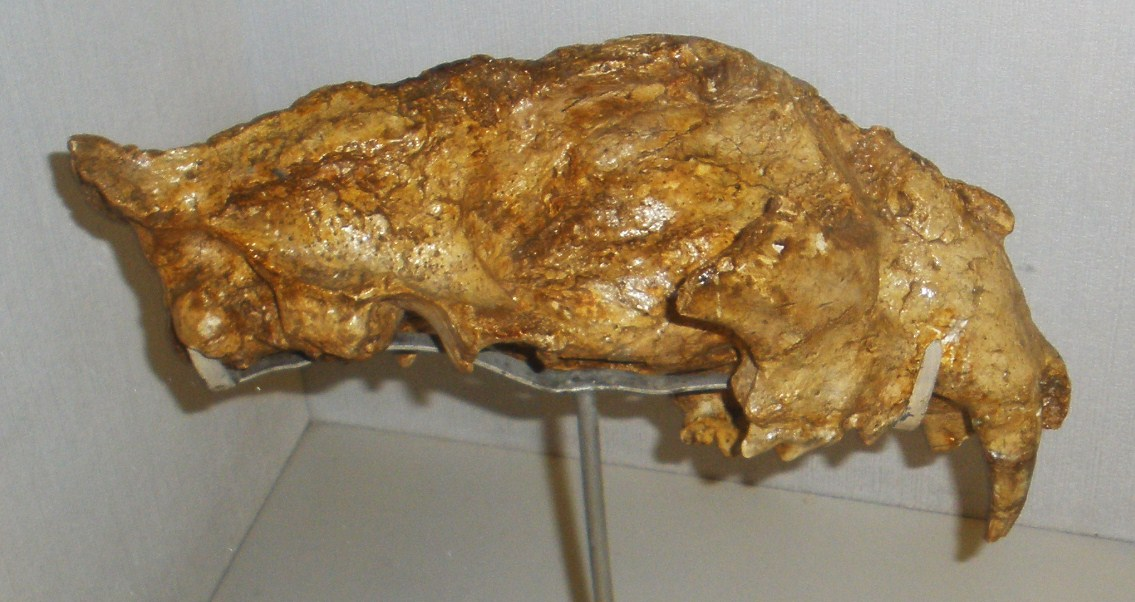
Cráneo, Museo de Historia Natural de Florencia

Los primeros restos fósiles fueron hallados en Olivola, Italia y nombrada como Panthera toscana. Muestras posteriores han sido halladas en Inglaterra, Alemania, España, Francia y Países Bajos. A veces es referenciado como una subespecie del jaguar (Panthera onca), considerándose ésta como un descendiente de P. gombaszoegensis.
Parece que la forma era inicialmente pequeña, aumentó en tamaño, para llegar a su tamaño máximo al principio del Pleistoceno medio y después disminuir. Los jaguares europeos eran más grandes que sus contrapartes sudamericanos, y por lo tanto probablemente capaces de derribar presas de mayor tamaño. Se extinguió poco tiempo después de la llegada a Europa de dos panteras: el león y el leopardo. Fósiles de una forma similar a P. gombaszoegensis fueron encontrados y databan del Pleistoceno temprano en el este de África, poseía características tanto de león como de tigre, lo que sugiere una relación entre estas especies.

## Comportamiento
El jaguar europeo fue probablemente un animal solitario, por ser un gato de bosque, con hábitos similares a los de los jaguares modernos. Trabajos recientes parecen indicar que la relación entre Panthera gombaszoegensis y los hábitats de bosque no eran tan fuertes como se había asumido.

## Parentesco
P. gombaszoegensis tiene mucho en común como especie con el león (Panthera leo): se cree que estos tienen un ancestro común , aunque realmente no se sabe con certeza el nexo entre los dos ni la relación exacta entre el  jaguar europeo (P. gombaszoegensis), el leopardo (P. pardus), el león (P. leo), el jaguar (P. onca) y el tigre (P. tigris).

## Hábitat y medio ambiente
La Europa en que vivió Panthera gombaszoegensis no es la misma a la que existe hoy en día. Esta se parecía más a la sabana africana con árboles salpicados entre las praderas. La época en que vivió el jaguar europeo se caracterizaba por un clima y una fauna únicas, una mezcla de rinocerontes, proboscidios, ganado, caballos, ciervos, jabalíes, félidos, cánidos y, a veces, primates (macacos y hombres primitivos).